# Томпсон, Даниэль
Даниэль Томпсон (фр. Danièle Thompson; род. 3 января 1942, Монако, Монако) — французская писательница, кинорежиссёр, сценарист и автор диалогов. 
Дочь французского режиссёра Жерара Ури.

## Краткая биография
Даниэль Томпсон родилась 3 января 1942 года в семье режиссёра Жерара Ури и актрисы Жаклин Рома в Монако.

## Творческий путь
Вместе с отцом она работала над сценариями фильмов: «Большая прогулка», «Супермозг», «Приключения раввина Якова».
В 1975 году она совместно с Жаном-Шарлем Такелла пишет сценарий фильма «Кузен, кузина» который впоследствии будет номинирован на Оскар, номинирован на Золотой глобус и трижды номинирован на Сезар, + получит 1 награду.
В 1980 году подписывает контракт с Клодом Пиното на совместное написание сценариев к фильмам «Бум» и «Бум 2» успехи которых  делают Софи Марсо кумиром молодёжи.
В 1986 году была членом жюри Каннского кинофестиваля.
В 1995 году была награждена первой номинацией на Премию Сезар за лучший сценарий к фильму «Королева Марго» режиссёра Патриса Шеро.
Вдохновлённая этими успехами в 1999 году Даниэль Томпсон снимает свой первый полнометражный фильм в качестве режиссёра под названием «Рождественский пирог / La Bûche» где она помимо режиссёра, выступила как сценарист совместно с её сыном Кристофером Томпсоном. В главных ролях снялись Эммануэль Беар, Шарлотта Генсбур, Клод Риш и Сабин Азема. Этот фильм завоевал 3 номинации на Сезар и 1 премию.
Следующей её режиссёрской работой стал фильм «История любви / Décalage horaire» с Жаном Рено и Жюльет Бинош в главных ролях.
В 2006 году Томпсон, вдохновлённая парижской художественной средой, снимает свой третий по счёту фильм «Места в партере / Fauteuils d'orchestre» роли в котором исполнили: бельгийско-французская актриса Сесиль де Франс, Клод Брассер, американский актёр Сидни Поллак, а также Кристофер Томпсон и Валери Лемерсье. Этот фильм был посвящён актрисе Сюзанн Флон, сыгравшей в этом фильме свою последнюю роль.
В 2008 году совместно с сыном сняла фильм «Изменение планов / Le code a changé» с Дани Буном и Карин Виар в главных ролях, о жизни в обществе, лицемерии и скрытности.
Жила в гражданском браке с прозаиком и философом Паскалем Брюкнером; в этом браке дочь Анна Брюкнер.

## Фильмография

### Актриса
- 1982 — Бум 2 / La Boum 2 — женщина в ресторане (эпизод)

### Режиссёрская работа
- 1999 — Рождественский пирог / La Bûche
- 2002 — История любви / Décalage horaire
- 2006 — Места в партере / Fauteuils d'orchestre
- 2006 — Изменение планов / Le code a changé
- 2013 —  / Des gens qui s'embrassent

### Сценарная работа
- 1966 — Большая прогулка / La Grande Vadrouille
- 1968 — Супермозг / Le Cerveau
- 1971 — Мания величия / La Folie Des Grandeurs
- 1973 — Приключения раввина Якова / Les Aventures De Rabbi Jacob
- 1975 — Кузен, кузина / Cousin, cousine
- 1978 — Побег / La Carapate
- 1980 — Укол зонтиком / Le Coup du parapluie
- 1980 — Бум / La Boum
- 1982 — Ас из асов / L'As des as
- 1982 — Бум 2 / La Boum 2
- 1984 — Месть пернатого змея / La Vengeance du serpent à plumes
- 1987 —  Леви и Голиаф / Lévy et Goliath
- 1988 — Студентка / L’etudiante
- 1989 —  Ванильно-клубничное мороженое / Vanille fraise
- 1991 — Снег и пламя / La Neige et le Feu
- 1993 — Сурки / Les Marmottes
- 1994 — Королева Марго / La Reine Margot
- 1998 — Папарацци / Paparazzi
- 1998 — Те, кто меня любит, поедут поездом / Ceux qui m’aiment prendront le train
- 1999 — Любимая тёща / Belle Maman
- 1999 — Рождественский пирог / La Bûche
- 2000 — Бельфегор — призрак Лувра / Belphegor — Le fantome du Louvre
- 2002 — История любви / Décalage horaire
- 2004 — Шея жирафа / Le Cou de la girafe
- 2006 — Места в партере / Fauteuils d'orchestre
- 2008 — Изменение планов / Le code a changé

## Номинации
- 1977 — Номинация на Оскар за лучший сценарий фильма «Кузен, кузина»
- 1995 — Номинация на Сезар за лучший сценарий фильма «Королева Марго»
- 1999 — Номинация на Сезар за лучший сценарий фильма «Те, кто меня любит, поедут поездом»
- 2000 — Номинация на Сезар за лучшее премьерное открытие фильма «Рождественский пирог»
- 2000 — Номинация на Сезар за лучший сценарий фильма «Рождественский пирог»
- 2007 — Номинация на Сезар за лучший сценарий фильма «Места в партере»
- 12 апреля 2009 — присуждено звание Офицера ордена Почётного легиона